# کونر
کونر، روستایی است از توابع بخش رودبست شهرستان بابلسر در استان مازندران ایران.

## جمعیت
این روستا در دهستان خشکرود قرار داشته و براساس آخرین سرشماری مرکز آمار ایران که در سال ۱۳۸۵ صورت گرفته، جمعیت آن ۲۰۳نفر (۴۵خانوار) بوده‌است.